# 781 (číslo)
Sedm set osmdesát jedna je přirozené číslo. Následuje po čísle sedm set osmdesát a předchází číslu sedm set osmdesát dva. Římskými číslicemi se zapisuje DCCLXXXI a řeckými číslicemi ψπα.

## Matematika
781 je:
- Deficientní číslo
- Poloprvočíslo
- Nešťastné číslo

## Astronomie
- (781) Kartvelia je planetka hlavního pásu, kterou objevil v roce 1914 Grigory Neujmin

## Roky
- 781
- 781 př. n. l.